# Ara em veus 2
Ara em veus 2 (títol original en anglès: Now You See Me 2) és una pel·lícula francesa-estatunidenca de suspens de 2016, seqüela d'Ara em veus (2013), dirigida per Jon M. Chu i protagonitzada per Mark Ruffalo, Jesse Eisenberg, Woody Harrelson, Dave Franco, Daniel Radcliffe, Lizzy Caplan, Michael Caine i Morgan Freeman. Es va estrenar el 4 de juliol de 2016 als Estats Units d'Amèrica. Ha estat doblada al català.

## Repartiment
- Jesse Eisenberg com a J. Daniel "Danny" Atlas.
- Mark Ruffalo com a Dylan Shrike.[3]
- Woody Harrelson com a Merritt McKinney.
- Dave Franco com a Jack Wilder.
- Daniel Radcliffe com a Walter Mabry.[2]
- Lizzy Caplan com a Lula May.[2]
- Sanaa Lathan com a Natalie Austin.[2]
- Jay Chou com a Li.[2]
- Michael Caine com a Arthur Tressler.
- Morgan Freeman com a Thaddeus Bradley.[4]
- David Warshofsky com a agent Cowan.
- Tsai Chin com a l'àvia Bu Bu.
- Henry Lloyd-Hughes com a Allen Scott-Frank.[5]
- Zach Gerard com a Hannes Pike.
- Alberto Calvet González com a científic de Hannes.
- Craig Izzard com a membre de la colla.
- David Mansfield com a propietari de la discoteca i discjòquei.
- Ben Lamb com a Owen.

## Producció
El 3 de juliol de 2013, després de l'èxit de taquilla de la primera pel·lícula, el president de Lionsgate, Jon Feltheimer, va confirmar que hi hauria una seqüela amb la producció començant el 2014 per a una data d'estrena no especificada. Al setembre de 2014, es va confirmar que Jon M. Chu substituiria Louis Leterrier com a director. Es va fixar la data d'estrena per al 10 de juny de 2016. El 2 d'octubre de 2014, Michael Caine va confirmar en una entrevista que Daniel Radcliffe estaria interpretant al seu fill en la pel·lícula, i s'esperava que el rodatge comencés el desembre a Londres. També seria produïda per Lionsgate i Summit Entertainment. A l'octubre de 2014, es va anunciar que Isla Fisher seria incapaç de repetir el seu paper com a Henley Reeves a causa de l'embaràs, per tant Lizzy Caplan va ser triada com el nou personatge de Lula, per reemplaçar-la com a quart «genet». Es va pensar que la seqüela es titularia originalment Now You See Me: Now You Don't però el novembre de 2014 es va anunciar que la pel·lícula s'anomenaria Now You See Me: The Second Act. El 28 de gener de 2015, Henry Lloyd-Hughes va ser confirmat per exercir el paper d'un jove prodigi en matèria tecnològica en el paper d'Allen Scott-Frank. El 22 de desembre de 2014, es tenia clar que Morgan Freeman no anava a repetir el seu paper com a Thaddeus Bradley, però el 19 de gener de 2015, el director Chu va registrar una selfie de si mateix amb Freeman en el seu compte d'Instagram, confirmant el retorn de l'actor.

### Rodatge
El 25 de novembre de 2014, Mark Ruffalo va publicar en el seu compte de Facebook que el rodatge de la seqüela havia començat. La pel·lícula es va filmar a Londres, Anglaterra. L'11 de març de 2015, l'enregistrament va començar a la República Popular de la Xina, concretament a Macau, al Centre de Ciència de Macau.

## Estrena
Al novembre de 2014, la pel·lícula es va titular oficialment Now You See Me: The Second Act i es va fixar l'estrena pel 23 de juny de 2016, encara que va acabar estrenant-se el 4 de juliol d'aquell any als Estats Units.

## Recepció
L'obra va rebre valoracions de tot tipus per part de la crítica i de més positives per part de l'audiència. Al portal d'internet Rotten Tomatoes, la pel·lícula posseeix una aprovació del 34%, basada en 165 ressenyes, amb una puntuació de 5/10 per part de la crítica, mentre que de part de l'audiència té una aprovació del 63%. La pàgina web Metacritic li va donar una puntuació de 46 de 100, basada en 33 crítiques, indicant «ressenyes mixtes». Les audiències de Cinemascore li van donar una puntuació d'«A-» en una escala d'A+ a F, mentre que el web IMDb els usuaris li van donat una puntuació de 6.5/10, amb base en més de 180.000 vots per part del públic.

## Seqüela
El 22 de maig de 2015, Lionsgate va revelar que hi hauria una tercera part, Now You See Me 3, tot i que encara no s'ha confirmat una data d'estrena, únicament va transcendir que Isla Fisher tornaria per a interpretar a Henley Reeves. Es rumoreja que aquest tercer lliurament arribarà l'any 2022.